# کومورلو (یوسف‌علی)
کومورلو (به ترکی استانبولی: Kömürlü) یک منطقهٔ مسکونی در ترکیه است که در یوسف‌علی واقع شده‌است. کومورلو ۱۲۵ نفر جمعیت دارد.